# Lucas Rubio
Pas d'image ? Cliquez ici

a Compétitions nationales et continentales officielles uniquement.

b Matchs officiels uniquement.
Dernière mise à jour le 25 septembre 2023.
Lucas Rubio, né le 29 mai 1991 à Paris, est un joueur de rugby à XV international espagnol qui évolue au poste de demi de mêlée. Après avoir évolué au Sporting union Agen Lot-et-Garonne à compter de 2017, il est annoncé en février 2020 pour intégrer l'effectif du Soyaux Angoulême XV Charente pour la saison 2020-2021. Il s'engage avec le RC Massy en 2023.

## Biographie

### Parcours en club
Après un passage rapide chez Les Blérovingiens[réf. nécessaire], il suit sa formation au Stade français notamment avec Jules Plisson, il évolue ensuite à l'Athlétic club de Bobigny 93 rugby jusqu'en 2015. Il vient alors porter les couleurs du RC Narbonne. 
En 2017, il signe pour le SU Agen, avec lequel il dispute la Challenge Cup et le Top 14. Lors de la saison 2018-2019, il rentre progressivement dans le XV titulaire et parvient avec son club à se maintenir.
Lucas Rubio est annoncé en février 2020 pour intégrer l'effectif du Soyaux Angoulême XV Charente pour la saison 2020-2021.

### Équipe d'Espagne
Repéré par l'ancien international français Jean-Michel Aguirre dès ses années narbonaises, Lucas Rubio est sélectionné en équipe d'Espagne de rugby. À l'issue du Championnat international d'Europe 2019, il réussit à mener l'Espagne au 18e rang mondial, classement historique pour elle, avec ses coéquipiers agenais d'alors, le pilier droit Xerom Civil et le deuxième ligne Mickael De Marco.
Libre après la fin de son contrat à Agen, il s'investit lors de la saison 2019-2020 avec sa sélection en championnat d'Europe, notamment en l'emportant en Russie.